# Fliegerersatz Abteilung Nr. 13
Fliegerersatz Abteilung Nr. 13 – FEA13 jednostka szkoleniowa lotnictwa niemieckiego Luftstreitkräfte z okresu I wojny światowej.

## Informacje ogólne
Jednostka została utworzona w lutym 1917 roku w bazie lotniczej w Bydgoszczy i stacjonowała tamże do zakończenia działań wojennych i przejęciu lotniska 24 stycznia 1920 roku przez 8 Pułk Strzelców Wielkopolskich pod dowództwem kpt. Śliwińskiego.
W jednostce służyli m.in. Kurt Wüsthoff, Willibald Spang, Gotthardt Rossteuscher.
W jednostce zostały utworzone m.in. następujące eskadry myśliwskie: Jasta 36, Jasta 50 oraz Jasta 71.

## Dowódcy Eskadry
| Stopień | Nazwisko | Okres                  |
| ------- | -------- | ---------------------- |
| Kapitan | Lange    | 9.02.1917 – 23.08.1917 |
| Kapitan |          |                        |